# Szczuriwci (obwód winnicki)
Szczuriwci (ukr. Щурівці) – wieś na Ukrainie, w obwodzie winnickim, w rejonie hajsyńskim, nad Bohem. W 2001 roku liczyła 399 mieszkańców.